# ۱۴ سپتامبر
۱۴ سپتامبر در تقویم گرگوری، دویست و پنجاه و هفتمین (در سال‌های کبیسه دویست و پنجاه و هشتمین) روز سال است. ۱۰۸ روز تا پایان سال باقی است.

## رویدادها
- ۱۸۵۸ - (روز ۸ ماه هشت، پنجمین سال دوره آنسی) - امپراتور کومی فرمان مخفی امپراتوری بوگو به قلمرو میتو را صادر کرد.[۱]
- ۲۰۱۹ - در نتیجه حمله پهپادی به تأسیسات نفتی سعودی آرامکو در بقیق، توان تولید نفت خام عربستان سعودی به نصف کاهش یافت.

## زادروزها
- ۱۹۱۸ – جورجس برگر، رانندهٔ مسابقات فرمول یک اهل بلژیک (د. ۱۹۶۷)
- ۱۹۳۴ – کیت میلت، مجسمه‌ساز، نویسنده و فیلمساز فمینیست آمریکایی
- ۱۹۵۰ – ماسامی کواشیما، رانندهٔ مسابقات اتومبیل‌رانی فرمول یک اهل ژاپن
- ۱۹۵۵ – جورج مونت، دوچرخه‌سوار اهل ایالات متحده آمریکا

## درگذشت‌ها
- ۷۷۵ - کنستانتین پنجم، امپراتور بیزانس (ت. ۷۱۸)
- ۸۹۱ - استفان پنجم، پاپ کلیسای کاتولیک روم
- ۱۱۶۴ - سوتوکو، امپراتور ژاپن
- ۱۳۲۱ - دانته آلیگیری، شاعر و نویسندهٔ ایتالیایی (کمدی الهی معروفترین اثر اوست).
- ۱۵۲۳ - آدریان ششم، پاپ کلیسای کاتولیک روم
- ۱۹۰۱ - ویلیام مک‌کینلی، بیست و پنجمین رئیس‌جمهور ایالات متحده آمریکا
- ۱۹۲۷ - ایزادورا دانکن، رقصندهٔ آمریکایی
- ۱۹۸۲ - گریس کلی، پرنسس موناکو (از طریق ازدواج) و بازیگر آمریکایی
- ۲۰۰۹ - پاتریک سوئیزی، خواننده و هنرپیشهٔ آمریکایی
- ۲۰۱۶ – ادوارد گوسف، دوچرخه‌سوار اهل اتحاد جماهیر شوروی سوسیالیستی (ز. ۱۹۳۶)
- ۱۹۹۸ – شیون فومنی، شاعر گیلانی